# Сборная Бахрейна по футболу
Сборная Бахрейна по футболу (араб. منتخب البحرين لكرة القدم‎) — национальная футбольная сборная Королевства Бахрейн, управляется Футбольной ассоциацией Бахрейна. Сборная была создана в 1951 году и принята в ФИФА в 1966 году.
Она никогда не попадала на Чемпионат мира по футболу, но дважды подряд — в 2005 и 2009 — была максимально близка к успешному прохождению квалификации, когда выходила в Межконтинентальные стыковые матчи. В обоих случаях команда по сумме двух матчей была с минимальным разрывом в счёте побеждена соответственно сборными Тринидада и Тобаго (четвертой командой зоны КОНКАКАФ) и Новой Зеландии (первой командой зоны Океания).
В Кубке Азии в общей сложности на счету команды 6 участий в турнире, а начиная с 2004 года она не пропустила ни одного его розыгрыша. Лучшего результата на континентальном первенстве Бахрейн добился в 2004 году, когда занял на Кубке Азии 4 место, выиграв у Узбекистана в четвертьфинале, но проиграв Японии 3:4 в полуфинале. Также команде удалось выйти в плей-офф турнира в 2019 году, но уже в 1/8 финала Бахрейн проиграл Южной Кореей со счётом 1:2.
Несмотря на относительно успешные результаты сборной в последние два десятилетия, в рейтинге ФИФА она стабильно находится во второй сотне сборных.

## Чемпионат мира
- 1930 до 1974 — не участвовала
- 1978 до 1986 — не прошла квалификацию
- 1990 — снялся
- 1994 до 2026 — не прошла квалификацию

## Кубок Азии
- 1956 до 1968 — не участвовала
- 1972 — не прошла квалификацию
- 1976 — не прошла квалификацию
- 1980 — не прошла квалификацию
- 1984 — не участвовала
- 1988 — групповой этап
- 1992 — не прошла квалификацию
- 1996 — не прошла квалификацию
- 2000 — не прошла квалификацию
- 2004 — четвёртое место
- 2007 — групповой этап
- 2011 — групповой этап
- 2015 — групповой этап
- 2019 — 1/8 финала
- 2023 — 1/8 финала

## Достижения
- Арабские Игры (2011)
- Игры Персидского Залива (2011)
- Чемпионат Западной Азии (2019)
- Обладатель Кубка наций Персидского залива (1): 2019

## Форма

### Домашняя
| КА-2011 | КА-2015 | КА-2019 | КА-2023 |

### Гостевая
| КА-2011 | КА-2015 | КА-2019 | КА-2023 |

Источники:,